# Назаровская (Череповецкий район)
Назаровская — деревня в Череповецком районе Вологодской области.
Входит в состав Ягановского сельского поселения, с точки зрения административно-территориального деления — в Ягановский сельсовет.
Расстояние по автодороге до районного центра Череповца — 32 км, до центра муниципального образования Яганово — 2 км. Ближайшие населённые пункты — Шурово, Яганово, Починок.
По переписи 2002 года население — 8 человек.